# بزرگبوی بورونوف (تاجیکستان)
بزرگبوی بورونوف (به لاتین: Bozorboy Burunov) یک منطقهٔ مسکونی در تاجیکستان است که در ناحیه‌های تابع جمهوری واقع شده‌است. بزرگبوی بورونوف ۲۴٬۸۷۶ نفر جمعیت دارد.